# Xylota carbonaria
Xylota carbonaria är en tvåvingeart som beskrevs av Enrico Adelelmo Brunetti 1923. Xylota carbonaria ingår i släktet vedblomflugor, och familjen blomflugor. Inga underarter finns listade i Catalogue of Life.